# Pjesma Eurovizije 2018.
██ Zemlje finalisti
██ Zemlje koje su eliminirane u polufinalu
██ Zemlje koje su sudjelovale u prošlosti, no neće 2018.
Pjesma Eurovizije 2018. bila je 63. po redu izbor za Pjesmu Eurovizije. Održao se u Lisabonu, glavnom gradu Portugala 8., 10., i 12. svibnja 2018., zahvaljujući pobjedi Salvadora Sobrala na Eurosongu 2017. godine u Kijevu, s pjesmom Amar pelos dois. Bilo je ovo prvi puta da se da se Eurosong održava na portugalskom tlu. Natjecanje se održalo u Altice Areni gdje su se borile 43 zemlje te je tako izjednačen rekord u broju zemalja sudionica, prethodna dva natjecanja s 43 zemlje koje su bile 2007. te 2011. Rusija se vratila na natjecanje nakon jedne godine pauze, a prvi puta nakon 2011. godine niti jedna zemlja nije odustala od natjecanja.
Zemlja pobjednica Pjesme Eurovizije za 2018. godinu je Izrael. Pjesmu Toy izvodila je Netta.

## Izbor grada domaćina
Natjecanje se održalo u Altice Areni u Lisabonu. Arena je izgrađena za Svjetsku izložbu 1998. godine, ima 20.000 sjedećih mjesta te je tako jedna od najvećih u Europi.

### Natječaj za domaćinstvo
Portugalski portal posvećen Pjesmi Eurovizije na dan finala objavio je da će Portugal prihvatiti domaćinstvo ako dođe do pobjede te zemlje. Idući dan generalni direktor RTP-a Nuno Artur Silva potvrdio je objavu da će se natjecanje najvjerojatnije održati u Altice Areni. 15. svibnja 2017. RTP je prvobitno potvrdio da je Lisabon grad domaćin, no sljedećeg dana su povukli tu vijest i objavili da još nema konačnog odabira. Kriteriji za izbor grada domaćina su sljedeći:
- Mjesto održavanja mora imati površinu za najmanje 10.000 gledatelja
- Međunarodni press centar mora biti u mogućnosti primiti više od 1.550 novinara
- Mjesta moraju osigurati i ceremonije otvaranja i zatvaranja za najmanje 3.000 posjetitelja.
- Grad domaćin mora imati korektne cijene hotelskih soba u skladu s europskim standardima, koji su smješteni blizu mjesta održavanja i blizu centra grada. Najmanje 2.000 soba moraju biti osigurane: 1.000 za delegacije koje sudjeluju i 1.000 za medije i navijače s akreditacijama.
- Grad domaćin mora biti u mogućnosti osigurati sigurnost i osiguranje natjecatelja, delegacija i navijača.

Natječaj je bio pokrenut nekoliko tjedana nakon natjecanja 2017. Pored Lisabona, i drugi gradovi su izrazili želju kako bi bili domaćini natjecanja, između ostalog to su gradovi: Braga, Espinho, Faro, Gondomar, Guimarães i Santa Maria da Feira.
25. srpnja EBU i RTP objavili su da će Lisabon biti grad domaćin i da će se natjecanje održati u Altice Areni.
| Grad                 | Dvorana                               | Kapacitet                       | Opis |
| -------------------- | ------------------------------------- | ------------------------------- | --- |
| Braga                | Braga Exhibition Park                 | 15.000 (poslije rekonstrukcije) | Mjesto posvećeno održavanju sajmova, izložbi, kongresa i događaja kao što su kulturna ili znanstveno-fantastična. Trenutan kapacitet iznosi 3000 mjesta, a nakon završetka radova bit će 15.000 mjesta. |
| Gondomar             | Multiusos de Gondomar Coração de Ouro | 8.000                           | Multifunkcionalna dvorana otvorena 2007. godine s ukupnim kapacitetom od 8.000 ljudi (4.400 sjedećih mjesta). Dvorana je bila domaćin UEFA Futsal turira 2007. godine. |
| Guimarães            | Multiusos de Guimarães                | 10.000                          | Multifunkcionalna dvorana otvorena 2001. godine s ukupnim kapacitetom od 10.000 ljudi (3.000 sjedećih mjesta). Odabrana za izbor nacionalnog predstavnika na izboru za Pjesmu Eurovizije 2018. godine |
| Lisabon              | Altice Arena                          | 20.000                          | Multifunkcionalna dvorana otvorena 1998. godine s kapacitetom od 20.000 ljudi. U ovoj dvorani do sada je organiziran Expo 1998., FIBA U-19 svjetsko prvenstvo, ATP finale 2000. godine, IAAF svjetsko atletsko dvoransko prvenstvo 2001., svjetsko prvenstvo u rukometu 2003., dodjela MTV Europe nagrada 2005., UEFA Futsal Final4 (sezona 2001./2002., 2009./2010., 2014./2015.) i u tri puta Web Summit. Altice Arena odabrana za domaćinstvo Izbora za pjesmu Eurovizije 2018. godine. |
| Santa Maria da Feira | Europarque                            | 11.000                          | Najveći konferencijski centar u Portu otvoren 1995. godine. Dvorana je bila domaćin nacionalnog izbora predstavnika za Pjesmu Eurovizije 2001. godine te ždrijeba za Euro 2004. godine. |

## Format

### Grafički dizajn
7. studenog 2017.  predstavljen je logo i slogan koji glasi All Aboard (hrv. Svi na ukrcaj). Grafički dizajn prikazuje oceanske motive koji aludiraju na lokaciju Lisabona kao i cijelog Portugala okrenutog moru i Atlantskom oceanu. Pored glavnog loga, morske školjke, postoji još 12 dodatnih motiva koji simboliziraju Lisabon kao bitnu morsku luku okrenutu svijetu.

### Voditelji
8. siječnja 2018. objavljeno je da će voditeljice natjecanja biti TV voditeljice Sílvia Alberto, Filomena Cautela i Catarina Furtado te portugalsko-američka glumica Daniela Ruah. Ovo će biti prvi put da sastav čine četiri žene.

### Ždrijeb polufinala
Ždrijeb polufinala održan održan je 29. siječnja 2018. u Lisabonu. Zemlje sudionice, osim direktnih finalista (tzv. "velika petorka" + Portugal), podijeljene su u šest šešira, formiranih na osnovu povijesti razmjene bodova u posljednjih 10 godina, po čemu su kasnije izvučeni sudionici po polufinalima.
| Šešir broj 1                                                                             | Šešir broj 2                                            | Šešir broj 3                                                         | Šešir broj 4                                                  | Šešir broj 5                                                | Šešir broj 6                                                  |
| ---------------------------------------------------------------------------------------- | ------------------------------------------------------- | -------------------------------------------------------------------- | ------------------------------------------------------------- | ----------------------------------------------------------- | ------------------------------------------------------------- |
| - Albanija - Sjeverna Makedonija - Slovenija - Srbija - Hrvatska - Crna Gora - Švicarska | - Danska - Irska - Finska - Island - Norveška - Švedska | - Armenija - Azerbajdžan - Bjelorusija - Gruzija - Ukrajina - Rusija | - Bugarska - Cipar - Grčka - Mađarska - Moldavija - Rumunjska | - Australija - Austrija - Izrael - Malta - Portugal - Češka | - Belgija - Estonija - Latvija - Litva - Nizozemska - Poljska |

## Zemlje sudionice
██ Sudionici prvog polufinala
██ Sudionici drugog polufinala
██ Finalisti koji su glasovali u prvom polufinalu
██ Finalisti koji su glasovali u drugom polufinalu

### Izvođači povratnici
| Država                 | Izvođač         | Prijašnji nastup(i) |
| ---------------------- | --------------- | ------------------- |
| Nizozemska             | Waylon          | 2014.               |
| Austrija               | Cesár Sampson   | 2016., 2017.        |
| Australija             | Jessica Mauboy  | 2014.               |
| Ujedinjeno Kraljevstvo | SuRie           | 2015., 2017.        |
| Slovenija              | Lea Sirk        | 2014., 2016.        |
| Norveška               | Alexander Rybak | 2009. - pobjednik   |
| Bugarska               | Vlado Mihailov  | 2017.               |

### Prvo polufinale - 8. svibnja 2018.
Devetnaest zemalja sudjelovalo je u ovom polufinalu.
 Portugal,  Španjolska i  Ujedinjeno Kraljevstvo imali su pravo glasa u ovoj polufinalnoj večeri.
| #  | Država              | Izvođač            | Naziv pjesme          | Jezik(ci)            | Prijevod pjesme     | Pozicija | Broj bodova |
| -- | ------------------- | ------------------ | --------------------- | -------------------- | ------------------- | -------- | ----------- |
| 01 | Azerbajdžan         | Aisel              | X My Heart            | engleski             | Precrtaj moje srce  | 11       | 94          |
| 02 | Island              | Ari Ólafsson       | Our Choice            | engleski             | Naš izbor           | 19       | 15          |
| 03 | Albanija            | Eugent Bushpepa    | Mall                  | albanski             | Žudim               | 8        | 162         |
| 04 | Belgija             | Sennek             | A Matter of Time      | engleski             | Pitanje vremena     | 12       | 91          |
| 05 | Češka               | Mikolas Josef      | Lie to Me             | engleski             | Laži mi             | 3        | 232         |
| 06 | Litva               | Ieva Zasimauskaitė | When We're Old        | engleski             | Kad ostarimo        | 9        | 119         |
| 07 | Izrael              | Netta              | Toy                   | engleski, hebrejski  | Igračka             | 1        | 283         |
| 08 | Bjelorusija         | Alekseev           | Forever               | engleski             | Zauvijek            | 16       | 65          |
| 09 | Estonija            | Elina Nechayeva    | La Forza              | talijanski           | Snaga               | 5        | 201         |
| 10 | Bugarska            | Equinox            | Bones                 | engleski             | Kosti               | 7        | 177         |
| 11 | Sjeverna Makedonija | Eye Cue            | Lost and Found        | engleski             | Izgubljeno i nađeno | 18       | 24          |
| 12 | Hrvatska            | Franka Batelić     | Crazy                 | engleski             | Luda                | 17       | 63          |
| 13 | Austrija            | Cesár Sampson      | Nobody but You        | engleski             | Nitko osim tebe     | 4        | 213         |
| 14 | Grčka               | Yianna Terzi       | Oniro mou (Όνιρό μου) | grčki                | Moj san             | 14       | 81          |
| 15 | Finska              | Saara Aalto        | Monsters              | engleski             | Čudovišta           | 10       | 108         |
| 16 | Armenija            | Sevak Khanagyan    | Qami (Քամի)           | armenski             | Vjetar              | 15       | 79          |
| 17 | Švicarska           | ZiBBZ              | Stones                | engleski             | Kamenje             | 13       | 86          |
| 18 | Irska               | Ryan O'Shaughnessy | Together              | engleski             | Zajedno             | 6        | 179         |
| 19 | Cipar               | Eleni Foureira     | Fuego                 | engleski, španjolski | Vatra               | 2        | 262         |

### Drugo polufinale - 10. svibnja 2018.
Osamnaest država sudjelovalo je u ovom polufinalu.
 Francuska,  Italija i  Njemačka imali su pravo glasa u ovoj polufinalnoj večeri.
| #  | Država     | Izvođač                       | Naziv pjesme                | Jezik(ci)  | Prijevod pjesme      | Pozicija | Broj bodova |
| -- | ---------- | ----------------------------- | --------------------------- | ---------- | -------------------- | -------- | ----------- |
| 01 | Norveška   | Aleksander Rybak              | That's How You Write a Song | engleski   | Tako se piše pjesma  | 1        | 266         |
| 02 | Rumunjska  | The Humans                    | Goodbywe                    | engleski   | Doviđenja            | 11       | 107         |
| 03 | Srbija     | Sanja Ilić & Balkanika        | Nova deca (Нова деца)       | srpski     | Nova djeca           | 9        | 117         |
| 04 | San Marino | Jessika feat. Jenifer Brening | Who We Are                  | engleski   | Tko smo mi           | 17       | 28          |
| 05 | Danska     | Rasmussen                     | Higher Ground               | engleski   | Viši nivo            | 5        | 204         |
| 06 | Rusija     | Julija Samojlova              | I Won't Break               | engleski   | Neću se slomiti      | 15       | 65          |
| 07 | Moldavija  | DoReDoS                       | My Lucky Day                | engleski   | Moj sretan dan       | 3        | 235         |
| 08 | Nizozemska | Waylon                        | Outlaw in 'Em               | engleski   | Zločinac u sebi      | 7        | 174         |
| 09 | Australija | Jessica Mauboy                | We Got Love                 | engleski   | Imamo ljubav         | 4        | 212         |
| 10 | Gruzija    | Iriao                         | For You                     | gruzijski  | Za tebe              | 18       | 24          |
| 11 | Poljska    | Gromee feat. Lukas Meijer     | Light Me Up                 | engleski   | Upali me             | 14       | 81          |
| 12 | Malta      | Christabelle                  | Taboo                       | engleski   | Tabu                 | 13       | 101         |
| 13 | Mađarska   | AWS                           | Viszlát nyár                | mađarski   | Zbogom ljeto         | 10       | 111         |
| 14 | Litva      | Laura Rizzotto                | Funny Girl                  | engleski   | Smiješna cura        | 12       | 106         |
| 15 | Švedska    | Benjamin Ingrosso             | Dance You OFF               | engleski   | Otjerat ću te plesom | 2        | 254         |
| 16 | Crna Gora  | Vanja Radovanović             | Inje (Иње)                  | crnogorski | Inje                 | 16       | 40          |
| 17 | Slovenija  | Lea Sirk                      | Hvala, ne!                  | slovenski  | Hvala, ne!           | 8        | 132         |
| 18 | Ukrajina   | Mélovin                       | Under the Ladder            | engleski   | Ispod ljestava       | 6        | 179         |

## Finale
| #  | Država                 | Izvođač                    | Naziv pjesme                | Jezik(ci)            | Prijevod pjesme          | Pozicija | Broj bodova |
| -- | ---------------------- | -------------------------- | --------------------------- | -------------------- | ------------------------ | -------- | ----------- |
| 01 | Ukrajina               | Mélovin                    | Under the Ladder            | engleski             | Ispod ljestava           | 17       | 130         |
| 02 | Španjolska             | Alfred & Amaia             | Tu canción                  | španjolski           | Tvoja pjesma             | 23       | 61          |
| 03 | Slovenija              | Lea Sirk                   | Hvala, ne!                  | slovenski            | Hvala, ne!               | 22       | 64          |
| 04 | Litva                  | Ieva Zasimauskaitė         | When We're Old              | engleski             | Kad ostarimo             | 12       | 181         |
| 05 | Austrija               | Cesár Sampson              | Nobody but You              | engleski             | Nitko osim tebe          | 3        | 342         |
| 06 | Estonija               | Elina Nechayeva            | La Forza                    | talijanski           | Snaga                    | 8        | 245         |
| 07 | Norveška               | Aleksander Rybak           | That's How You Write a Song | engleski             | Tako se piše pjesma      | 15       | 144         |
| 08 | Portugal               | Cláudia Pascoal            | O jardim                    | portugalski          | Vrt                      | 26       | 39          |
| 09 | Ujedinjeno Kraljevstvo | SuRie                      | Storm                       | engleski             | Oluja                    | 24       | 48          |
| 10 | Srbija                 | Sanja Ilić & Balkanika     | Nova deca (Нова деца)       | srpski               | Nova djeca               | 19       | 113         |
| 11 | Njemačka               | Michael Schulte            | You Let Me Walk Alone       | engleski             | Dopustio si da hodam sam | 4        | 340         |
| 12 | Albanija               | Eugent Bushpepa            | Mall                        | albanski             | Žudim                    | 11       | 184         |
| 13 | Francuska              | Madame Monsieur            | Mercy                       | francuski            | Mercy (osobno ime)       | 13       | 173         |
| 14 | Češka                  | Mikolas Josef              | Lie to Me                   | engleski             | Laži mi                  | 6        | 281         |
| 15 | Danska                 | Rasmussen                  | Higher Ground               | engleski             | Viši nivo                | 9        | 226         |
| 16 | Australija             | Jessica Mauboy             | We Got Love                 | engleski             | Imamo ljubav             | 20       | 99          |
| 17 | Finska                 | Saara Aalto                | Monsters                    | engleski             | Čudovišta                | 25       | 46          |
| 18 | Bugarska               | Equinox                    | Bones                       | engleski             | Kosti                    | 14       | 166         |
| 19 | Moldavija              | DoReDoS                    | My Lucky Day                | engleski             | Moj sretan dan           | 10       | 209         |
| 20 | Švedska                | Benjamin Ingrosso          | Dance You OFF               | engleski             | Otjerat ću te plesom     | 7        | 274         |
| 21 | Mađarska               | AWS                        | Viszlát nyár                | mađarski             | Zbogom ljeto             | 21       | 93          |
| 22 | Izrael                 | Netta                      | Toy                         | engleski, hebrejski  | Igračka                  | 1        | 529         |
| 23 | Nizozemska             | Waylon                     | Outlaw in 'Em               | engleski             | Zločinac u sebi          | 18       | 121         |
| 24 | Irska                  | Ryan O'Shaughnessy         | Together                    | engleski             | Zajedno                  | 16       | 136         |
| 25 | Cipar                  | Eleni Foureira             | Fuego                       | engleski, španjolski | Vatra                    | 2        | 436         |
| 26 | Italija                | Ermal Meta & Fabrizio Moro | Non mi avete fatto niente   | talijanski           | Ništa mi niste učinili   | 5        | 308         |

## Ostale zemlje
Da bi se određena država mogla natjecati na Eurosongu, ona mora biti aktivna članica EBU-a. EBU je poslao poziv za natjecanje na Eurosongu 2018. godine svim aktivnim članovima, kojih je trenutno 56.‍ Svoje sudjelovanje potvrdilo je 43 zemlje, a sljedeće zemlje potvrdile su da se neće natjecanati na Eurosongu 2018.,  a to su:
- Andora - Generalni direktor Radio-televizije Andora (RTVA) je 14. svibnja 2017. je izjavio da se Andora neće vratiti na natjecanje 2018. godine.
- Bosna i Hercegovina - 14. kolovoza 2017. bosanskohercegovačka televizija (BHRT) je izjavila da će Bosna i Hercegovina najvjerojatnije zbog financijskih poteškoća propustiti natjecanje 2018. godine. 18. rujna 2017. BHRT je potvrdila da BiH neće sudjelovati na natjecanju.
- Luksemburg - Steve Schmit, direktor luksemburške televizije (RTL) je objasnio prošle godine razlog zbog čega Luksemburg ne sudjeluje na natjecanju. On je također spomenuo da su šanse za Luksemburg ograničene: Vjerujem da nakon što je Eurosong postao velika, dani naše pobjede su prošli. S novim sistemom glasanja, nemoguće je da Luksemburg ostvari uspješne rezultate. Male zemlje su u velikom problemu danas. Luksemburg je posljednji put sudjelovao na natjecanju 1993. godine.
- Monako - Monegaška televizija (TMC) je 31. kolovoza 2017. potvrdila da neće sudjelovati na natjecanju 2018. godine
- Slovačka - Glavni urednik slovačke televizije (RTVS), Erika Rusnakova potvrdila je češkom eurovizijskom portalu Eurocontest.cz kako Slovačka neće sudjelovati na natjecanju 2018. godine
- Turska - Nakon izmjene programa u Turskoj televiziji (TRT), postojala je mogućnost povratka Turske na natjecanje. 12. srpnja 2017. pobjednica iz 2003. Sertab Erener je izjavila kako se Turska sigurno vraća na natjecanje. Kasnije su i predstavnici iz 2010. grupa maNga dali podršku povratku Turske. Međutim, turski ministar je 7. kolovoza 2017. izjavio da nema planova o povratku Turske na natjecanje. Istog dana, TRT je potvrdio da se Turska ne vraća na natjecanje ni 2018. godine.

## Međunarodni prijenos i prezenteri glasova

### Prezenteri glasova
| - Ukrajina - Natalia Zhyzhchenko - Azerbajdžan - Tural Asadov - Bjelorusija - Naviband (Bugarski predstavnik s Pjesme Eurovizije 2017.) - San Marino - John Kennedy O'Connor - Nizozemska - O'G3NE (Nizozemski predstavnik 2017.) - Sjeverna Makedonija - Jana Burčeska (Makedonski predstavnik s Pjesme Eurovizije 2017.) - Malta - Lara Azzopardi - Gruzija - Tamara Gachechiladze (Gruzijski predstavnik s Pjesme Eurovizije 2017.) - Španjolska - Nieves Álvarez - Austrija - Kati Bellowitsch - Danska - Ulla Essendrop - Ujedinjeno Kraljevstvo - Mel Giedroyc - Švedska - Felix Sandman - Latvija - Dagmāra Legante - Albanija - Andri Xhahu | - Hrvatska - Uršula Tolj - Irska - Nicky Byrne (Irski predstavnik s Pjesme Eurovizije 2016.) - Rumunjska - Sonia Argint-Ionescu - Češka - Radka Rosická - Island - Edda Sif Pálsdóttir - Moldavija - Djulieta Ardovan - Belgija - Danira Boukhriss Terkessidis - Norveška - Aleksander Walmann and JOWST (Norveški predstavnik s Pjesme Eurovizije 2017.) - Francuska - Élodie Gossuin - Italija - Giulia Valentina Palermo - Australija - Ricardo Gonçalves - Estonija - Ott Evestus - Srbija - Dragana Kosjerina - Cipar - Hovig (Ciparski predstavnik s Pjesme Eurovizije 2017.) | - Armenija - Arsen Grigoryan - Bugarska - Joanna Dragneva (Bugarski predstavnik s Pjesme Eurovizije 2008.) - Grčka - Olina Xenopoulou - Mađarska - Bence Forró - Crna Gora - Nataša Šotra - Njemačka - Barbara Schöneberger - Finska - Anna Abreu - Rusija - Alsou (Ruski predstavnik s Pjesme Eurovizije 2000. i voditelj finala 2009.) - Švicarska - Letícia Carvalho - Izrael - Lucy Ayoub - Poljska - Mateusz Szymkowiak - Litva - Eglė Daugėlaitė - Slovenija - Maja Keuc (Slovenski predstavnik s Pjesme Eurovizije 2011.) - Portugal - Pedro Fernandes |

### Komentatori i mediji
| - Albanija - TBA - Armenija - Avet Barseghyan i Felix Khachatryan (Armenia 1 i Javni radio Armenija; sve večeri) - Australija - Myf Warhurst i Joel Creasey (SBS; sve večeri) - Austrija - Andi Knoll (ORF eins; sve večeri) - Azerbajdžan - TBA (İTV; sve večeri) - Bjelorusija - Evgeny Perlin (Bjelorusija-1 i Bjelorusija-24; sve večeri) - Belgija - Njemački: Peter Van de Veire; Francuski: Maureen Louys i Jean-Louis Lahaye - Bugarska - Elena Rosberg i Georgi Kushvaliev (BNT 1; sve večeri) - Hrvatska - Duško Ćurlić (HRT 1; sve večeri) - Cipar - Costas Constantinou i Vaso Komninou (CyBC; sve večeri) - Crna Gora - Dražen Bauković i Tijana Mišković (TVCG 1 i TVCG SAT; sve večeri) - Češka - Libor Bouček (ČT2 polufinala, ČT1 finale) - Danska - Ole Tøpholm (DR 1; sve večeri) - Estonija - Estonski: Marko Reikop (ETV; sve večeri); Mart Juur and Andrus Kivirähk (Raadio 2, prva polufinalna večer i finalna);; Ruski: Aleksandr Hobotov i Julia Kalenda (ETV+; sve večeri) - Finska - Finski: Mikko Silvennoinen (sa Saara Aalto u drugom polufinalu); Švedski: Johan Lindroos and Eva Frantz (Yle TV2, Yle X3M; sve večeri), Anna Keränen (Yle Radio Suomi, polufinala), Anna Keränen, Aija Puurtinen, Sami Sykkö (Yle Radio Suomi, finale) - Francuska - Christophe Willem i André Manoukian (France 4, polufinala), Stéphane Bern, Christophe Willem i Alma (France 2, finale) - Gruzija - Demetre Ergemlidze (GPB First Channel; sve večeri) - Njemačka - Peter Urban (One polufinala, Das Erste finale) - Grčka - Alexandros Lizardos i Daphne Skalioni (ERT1, ERT HD, ERA 2, Glas Greece; sve večeri) - Mađarska - Krisztina Rátonyi i Freddie (Duna; sve večeri) - Island - Gísli Marteinn Baldursson (RÚV; sve večeri) - Irska - Marty Whelan (RTÉ 2 polufinala, RTÉ One finale), Neil Doherty i Zbyszek Zalinski (RTÉ Radio 1 prvo polufinale i finale) - Izrael - Asaf Liberman i Shir Reuven (Kan 11 prvo polufinale), Erez Tal (Kan 11, finale) - Italija - Carolina Di Domenico i Saverio Raimondo (Rai 4, polufinale), Serena Rossi i Federico Russo (Rai 1, finale), Carolina Di Domenico i Ema Stokholma (Rai Radio 2, finale) | - Latvija - Toms Grēviņš (LTV; sve večeri), Magnuss Eriņš (finale) - Litva - Darius Užkuraitis i Gerūta Griniūtė (LRT televizija, LRT Radio; sve večeri) - Sjeverna Makedonija - Karolina Petkovska (MRT 1, MRT 2, Makedonski radio; sve večeri) - Malta - bez komentatora - Moldavija - Djulieta Ardovan (Moldova 1, Radio Moldova, Radio Moldova Muzical, Radio Moldova Tineret, polufinala), Doina Stimpovschii (Moldova 1, Radio Moldova, Radio Moldova Muzical, Radio Moldova Tineret, finale) - Nizozemska - Cornald Maas and Jan Smit (NPO 1; sve večeri) - Norveška - Olav Viksmo-Slettan (NRK1; sve večeri); Ronny Brede Aase, Silje Nordnes i Markus Neby (NRK3, final); Ole Christian Øen (NRK P1, finale) - Poljska - Artur Orzech (TVP1, TVP Poljska; sve večeri) - Portugal - Nuno Galopim i Hélder Reis (RTP1, RTP África, RTP Internacional; sve večeri) - Rumunjska - Liliana Ștefan i Radu Andrei Tudor (TVR1, TVR HD, TVRi; sve večeri) - Rusija - Yuriy Aksuta i Yana Churikova (Channel One; sve večeri) - San Marino - Lia Fiorio and Gigi Restivo (San Marino RTV i Radio San Marino; sve večeri) - Srbija - Silvana Grujić i Tamara Petković (RTS1, RTS HD, RTS Svet, RTS Planeta, prvo polufinale; Duška Vučinić (RTS1, RTS HD, RTS Svet, RTS Planeta, drugo polufinale i finale) - Slovenija - Andrej Hofer (TV Slovenija 2 polufinala, TV Slovenija 1 finale) - Španjolska - Tony Aguilar i Julia Varela (La 2, polufinala; La 1, finale) - Švedska - Sanna Nielsen i Edward af Sillén (SVT1; sve večeri) - Švicarska - Njemački: Sven Epiney (SRF zwei polufinala, SRF 1 finale); Talijanski: Clarissa Tami (RSI La 2 polufinala, RSI La 1 finale); Francuski: Jean-Marc Richard i Nicolas Tanner (RTS Deux polufinala, RTS Un finale) - Ukrajina - Serhiy Prytula (STB; sve večeri), Timur Miroshnychenko (UA:First; sve večeri), Mariya Yaremchuk (UA: First, prvo polufinale), Alyosha (UA:First, drugo polufinale), Jamala (UA:First, finale) - Ujedinjeno Kraljevstvo - Scott Mills i Rylan Clark-Neal (BBC Four polufinala), Graham Norton (BBC One finale), Ken Bruce (BBC Radio 2, finale) |

#### Komentatori i mediji država koje ne sudjeluju
- NR Kina - Duan Yixuan i Hei Nan (Mango TV, prvo polufinale)
- Kazahstan - Kaldybek Zhaysanbay i Diana Snegina (Khabar TV; sve večeri)
- Kosovo - TBA (RTK; sve večeri)
- SAD - Engleski: Ross Mathews i Shangela (Logo TV, finale), Ewan Spence i Lisa-Jayne Lewis (WJFD-FM radio, finale) Portugalski: Ana Filipa Rosa (WJFD-FM radio, finale)

## Vanjske poveznice
- Službena stranica Eurovizije (engl.)
- Eurosong.hr
- Facebook stranica

| Pjesma Eurovizije | Pjesma Eurovizije |
| --- | ----------------- |
| |                   |
| 01956. • 1957. • 1958. • 1959. • 1960. 1961. • 1962. • 1963. • 1964. • 1965. • 1966. • 1967. • 1968. • 1969. • 1970. 1971. • 1972. • 1973. • 1974. • 1975. • 1976. • 1977. • 1978. • 1979. • 1980. 1981. • 1982. • 1983. • 1984. • 1985. • 1986. • 1987. • 1988. • 1989. • 1990. 1991. • 1992. • 1993. • 1994. • 1995. • 1996. • 1997. • 1998. • 1999. • 2000. 2001. • 2002. • 2003. • 2004. • 2005. • 2006. • 2007. • 2008. • 2009. • 2010. 2011. • 2012. • 2013. • 2014. • 2015. • 2016. • 2017. • 2018. • 2019. • 2020. 2021. • 2022. • 2023. • 2024. • 2025. |                   |

| Pjesma Eurovizije | Pjesma Eurovizije |
| --- | ----------------- |
| |                   |
| 01956. • 1957. • 1958. • 1959. • 1960. 1961. • 1962. • 1963. • 1964. • 1965. • 1966. • 1967. • 1968. • 1969. • 1970. 1971. • 1972. • 1973. • 1974. • 1975. • 1976. • 1977. • 1978. • 1979. • 1980. 1981. • 1982. • 1983. • 1984. • 1985. • 1986. • 1987. • 1988. • 1989. • 1990. 1991. • 1992. • 1993. • 1994. • 1995. • 1996. • 1997. • 1998. • 1999. • 2000. 2001. • 2002. • 2003. • 2004. • 2005. • 2006. • 2007. • 2008. • 2009. • 2010. 2011. • 2012. • 2013. • 2014. • 2015. • 2016. • 2017. • 2018. • 2019. • 2020. 2021. • 2022. • 2023. • 2024. • 2025. |                   |